# Fultonham
Fultonham is een plaats (village) in de Amerikaanse staat Ohio en valt bestuurlijk gezien onder Muskingum County. De plaats is vernoemd naar uitvinder Robert Fulton.

## Demografie
Bij de volkstelling in 2000 werd het aantal inwoners vastgesteld op 151.
In 2006 is het aantal inwoners door het United States Census Bureau geschat op 158, een stijging van 7 (4,6%).

## Geografie
Volgens het United States Census Bureau beslaat de plaats een oppervlakte van
0,4 km², geheel bestaande uit land. Fultonham ligt op ongeveer 239 meter boven zeeniveau.

## Plaatsen in de nabije omgeving
De onderstaande figuur toont nabijgelegen plaatsen in een straal van 16 km rond Fultonham.

## Geboren
- Thomas A. Hendricks (1819-1885), vicepresident van de Verenigde Staten, gouverneur van Indiana, senator en advocaat